# Црква Ваведења Пресвете Богородице у Радејни
Црква Ваведења Пресвете Богородице у Радејни, насељеном месту на територији  општине Димитровград, православни је храм који припада Епархији нишкој Српске православне цркве.
Црква посвећена Ваведењу Пресвете Богородице саграђена је 90-их година 19. века. Фрескописан је делимично руком Јована иконописца, а преправке је вршио Д. Колев, после изградње до 1906. године. Имена приложника су исписана на фрескама. Обновљен је 2005. године.